# Савичева, Татьяна Николаевна
Татья́на Никола́евна Са́вичева (23 января 1930, Дворище, Ленинградская область — 1 июля 1944, Шатки, Горьковская область) — советская школьница, которая с начала блокады Ленинграда вела дневник в записной книжке. Почти вся семья Савичевых погибла в период блокады с декабря 1941 года по май 1942 года. В её дневнике девять заполненных страниц, на шести из которых даты смерти близких людей — матери, бабушки, сестры, брата и двух дядей. Сама Таня умерла уже в эвакуации. В её медицинской карточке было записано: «Цинга, дистрофия, нервное истощение, слепота…». Блокаду пережили только её старшие сестра Нина и брат Михаил, благодаря которому Танина записная книжка уцелела и стала одним из скорбных символов Великой Отечественной войны. Дневник оцифрован в 2016 году, экспонируется в Государственном музее истории Санкт-Петербурга.

## Биография
Таня родилась 23 января 1930 года в селе Дворищи под Гдовом, недалеко от Чудского озера, но, как и её братья и сёстры, она выросла в Ленинграде (из-за чего очень часто её местом рождения ошибочно указан Ленинград).
В многодетной семье Николая Родионовича Савичева (1884 — 5 марта 1936) и Марии Игнатьевны Фёдоровой (1889 — 13 мая 1942) Таня была пятым и самым младшим ребёнком. У неё было две сестры — Евгения (18 ноября 1908 — 28 декабря 1941) и Нина (23 ноября 1918 — 6 февраля 2013); и два брата — Леонид «Лёка» (1917 — 17 марта 1942) и Михаил (1921—1988). У неё также были две старшие сестры и брат, которых она никогда не видела, потому что они умерли в младенческом возрасте от скарлатины в 1916 году, ещё до её рождения.
Мария заранее решила, что не будет оставаться для родов в Ленинграде, и, будучи на последнем месяце беременности, поехала в Дворищи к своей сестре Капитолине, чей муж был врачом и помог принять у Марии роды. В Ленинград она вернулась, когда Тане уже было несколько месяцев. Известны три возможные даты рождения Тани: 25 января 1930 года — эта дата встречается во многих источниках и, вероятно, подогнана под Татьянин день; 23 февраля 1930 года — такая дата написана на мемориальной доске во дворе её дома; 23 января 1930 года — Лилия Маркова в своей статье «Блокадная хроника Тани Савичевой» утверждает, что именно эта дата является настоящей датой рождения Тани Савичевой. Эта дата также указана в учётных документах детского дома № 48, куда Таня прибыла в рамках эвакуации.
Николаю принадлежала открытая им в 1910 году на 2-й линии Васильевского острова в доме № 13/6 «Трудовая артель братьев Савичевых» с пекарней и булочной-кондитерской при ней, а также кинотеатр «Совет» на углу Суворовского проспекта и 6-й Советской улицы. В булочной работали сам Николай, Мария и три брата Николая — Дмитрий, Василий и Алексей.
В 1930-е годы Николай как нэпман стал «лишенцем», а в 1935 году НКВД выселил Савичевых из Ленинграда за 101-й километр в деревню Боровичи, но через какое-то время семья смогла вернуться в город, однако Николай в ссылке заболел и умер от рака 5 марта 1936 года в возрасте 52 лет. Его похоронили на Смоленском православном кладбище недалеко от часовни Ксении Блаженной, где ранее в 1916-м были похоронены три его ребёнка.
Будучи детьми «лишенца», все пятеро Савичевых не могли вступать в комсомол и были ограничены в выборе высшего образования. К началу войны Нина и Евгения работали вместе на Невском машиностроительном заводе имени Ленина (Евгения — в архиве, а Нина — в конструкторском бюро), Леонид служил строгальщиком на Судомеханическом заводе, а Михаил окончил фабрично-заводское училище и работал слесарем-сборщиком. Мария стала белошвейкой, работала мастером-надомником в швейной «Артели имени 1 Мая» и считалась там одной из лучших вышивальщиц. Леонид увлекался музыкой и вместе с друзьями создал самодеятельный струнный оркестр. Часто они проводили репетиции в его квартире — у Савичевых было много музыкальных инструментов: пианино, гитары, банджо, балалайка, мандолина. В свободное время Савичевы устраивали домашние концерты: Леонид с Михаилом играли, Мария с Таней пели, остальные держались припевкой.
В памяти Нины и Миши Таня осталась как очень застенчивая и не по-детски серьёзная:
Таня была золотая девочка. Любознательная, с лёгким, ровным характером. Очень хорошо умела слушать. Мы ей всё рассказывали — о работе, о спорте, о друзьях.
Особенно хорошие отношения у Тани были со своим дядей Василием. У него в квартире была небольшая библиотека, и вопросы о жизни Таня задавала именно ему. Вдвоём они часто гуляли вдоль Невы.

### Блокада

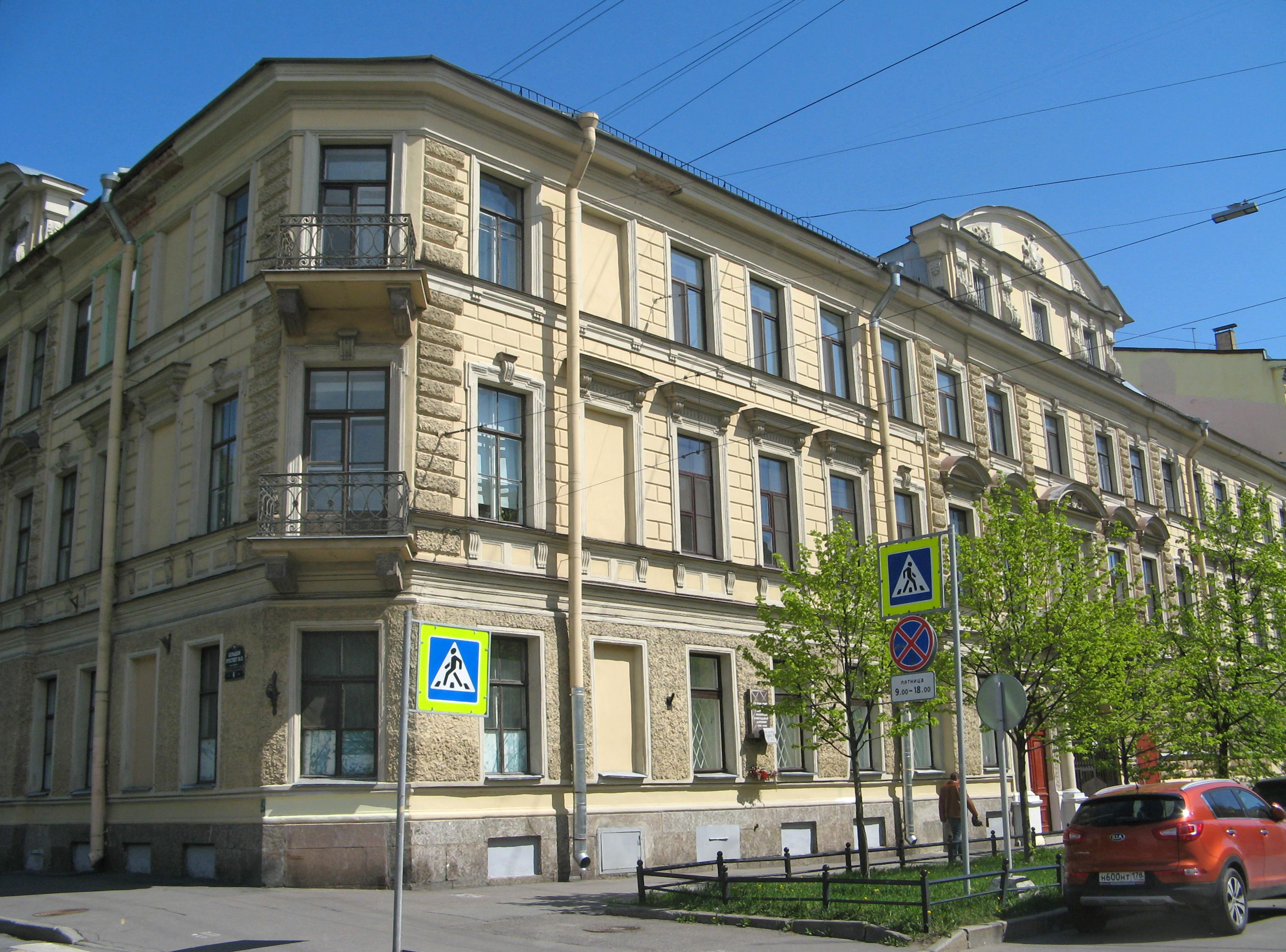
Современный вид дома, где жили Савичевы. На уровне первого этажа установлена мемориальная доска

К началу Великой Отечественной войны Савичевы жили всё в том же доме № 13/6 на 2-й линии Васильевского острова. Таня вместе с матерью, Ниной, Леонидом, Мишей и бабушкой по материнской линии Евдокией Григорьевной Арсеньевой (родилась 22 июня 1867 года) жили на первом этаже в квартире № 1. Евгения к тому моменту вышла замуж за Юрия Николаевича Путиловского и переселилась на Моховую улицу (дом № 20, квартира № 11), однако через некоторое время развелась с ним. Тем не менее она продолжала жить на Моховой, наведываясь домой в основном по воскресеньям. Этажом выше в доме № 13/6 жили братья Николая Василий и Алексей, которые после ликвидации «Артели» сменили профессию: Василий стал директором магазина «Букинист» на Петроградской стороне, а Алексей до пенсии работал заводским снабженцем. Их четвёртый брат Дмитрий умер ещё до начала войны, а его жена, Мария Михайловна Савичева, скончалась в феврале 1942 года в возрасте 46 лет (похоронена на Пискарёвском кладбище).
В конце мая 1941 года Таня Савичева окончила третий класс школы № 35 на Съездовской линии (теперь Кадетская линия) Васильевского острова и должна была в сентябре пойти в четвёртый. Лето 1941 года Савичевы планировали провести во всё тех же Дворищах (у сестры Марии Капитолины там жили ещё два брата Николая: Григорий и Гавриил). 21 июня Михаил сел на поезд, отправляющийся в Кингисепп. Через две недели, отпраздновав день рождения бабушки, туда должны были отправиться Таня с мамой. Леонид, Нина и Женя собирались приехать в Дворищи в зависимости от того, когда кому из них дадут отпуск на работе. В день нападения Германии на СССР 22 июня их бабушке Евдокии исполнилось 74 года. Узнав о начале войны, Савичевы решили остаться в городе и помогать армии.
В первые же дни войны Леонид и его дяди Василий и Алексей отправились в военкоматы, но получили отказы: Леонида не взяли из-за плохого зрения, Василия и Алексея — из-за возраста. Нина с заводскими сослуживцами стала рыть окопы в Рыбацком, Колпине, в Шушарах, после чего начала дежурить на вышке поста воздушного наблюдения в штабе заводского МПВО. Женя тайком от бабушки и мамы стала сдавать кровь для спасения раненых бойцов и командиров. Мария, как и все работницы швейных мастерских в городе, была отправлена на производство военного обмундирования. Таня вместе со сверстниками в те дни помогала очищать чердаки от мусора и собирала стеклянную тару для зажигательных бутылок. Когда Савичевы узнали, что 9 июля Псков был захвачен немцами, то постепенно начали считать Михаила погибшим, не зная, что он попал в партизанский отряд.

### Женя
В декабре 1941 года, когда в Ленинграде остановилась работа транспорта, а улицы города были полностью занесены снегом, который не убирался всю зиму, Евгения очень сильно подорвала здоровье как из-за частой донорской сдачи крови, так и из-за того, что ей приходилось идти от дома до завода пешком почти семь километров. Иногда она оставалась ночевать на заводе, чтобы сохранить силы для работы ещё на две смены. Однажды Евгения не пришла на завод, и, обеспокоенная её отсутствием утром в воскресенье 28 декабря Нина отпросилась с ночной смены и поспешила к сестре на Моховую улицу, где 32-летняя Евгения умерла у неё на руках. Вероятно, чтобы не забыть дату смерти Жени, Таня решила её записать и взяла записную книжку Нины, которую той подарил когда-то Леонид. Половину книжки Нина в своё время превратила в справочник чертёжника-конструктора, заполнив её сведениями о задвижках, вентилях, клапанах, трубопроводах и прочей арматуре для котлов. Другая половина книжки, с алфавитом, оставалась чистой, и Таня решила писать на ней. На странице под буквой «Ж» она написала:
Женя умерла 28 дек в 12.00 час утра 1941 г.
Нина и Михаил спустя годы утверждали, что записи Таня делала синим химическим карандашом, которым Нина подводила глаза. В 2009 году эксперты Государственного музея истории Санкт-Петербурга, готовя дневник к закрытой экспозиции, с точностью установили, что записи Таня делала не химическим карандашом, а обычным цветным.
Евгению хотели похоронить на Серафимовском кладбище, однако это оказалось невозможно из-за того, что все подступы к воротам кладбища были завалены трупами, которые некому было хоронить. Поэтому Савичевы решили отвезти её тело на Остров Декабристов и похоронить на Смоленском лютеранском кладбище. С помощью бывшего мужа Евгении, Юрия, удалось достать гроб. По воспоминаниям Нины, уже на кладбище Мария, склонившись над гробом старшей дочери, произнесла фразу, которая для их семьи стала пророческой: «Вот мы тебя хороним, Женечка. А кто и как нас хоронить будет?»

### Бабушка
В начале января Евдокии Арсеньевой был поставлен диагноз: третья степень алиментарной дистрофии. При таком состоянии требовалась срочная госпитализация, но Евдокия отказалась, ссылаясь на то, что ленинградские больницы и без того переполнены. Она умерла 25 января. В книжке Нины на странице с буквой «Б» Таня написала:
Бабушка умерла 25 янв. 3 ч. дня 1942 г.
В свидетельстве о смерти, которое Мария Савичева получила в райсобесе, стоит другое число — 1 февраля. Это было вызвано тем, что перед смертью Евдокия попросила не выбрасывать её продуктовую карточку, потому что её можно было использовать ещё до конца месяца. Евдокия — единственная из семьи Савичевых, чьё место захоронения осталось неизвестным: Нина не участвовала в её похоронах, потому что вместе с Леонидом к тому моменту уже давно была на казарменном заводском положении и дома почти не бывала. Возможно, Евдокию похоронили в братской могиле на Пискарёвском кладбище.
В этот же период в городе прошла вторая волна эвакуации. По неизвестным причинам Таня в неё не попала.

### Нина и Миша
28 февраля 1942 года Нина должна была прийти домой с работы, но так и не пришла. В тот день был сильный артобстрел, и, видимо, Савичевы посчитали Нину погибшей, не зная, что Нина вместе со всем предприятием, где она работала, была спешно эвакуирована через Ладожское озеро на «Большую землю». Квартирный телефон был выключен ещё в начале блокады. Письма в осаждённый Ленинград почти не приходили, и Нина, как и Михаил, не могла передать родным никакой весточки. В дневник сестру и брата Таня, по неизвестным причинам, так и не записала.
Во время эвакуации Нина тяжело заболела, её сняли с поезда и отправили в больницу, откуда она попала в совхоз в Калининской области. При первой же возможности она послала своему общему с Леонидом другу Василию Крылову письмо с просьбой проведать свою семью. Однако Крылов получил письмо не сразу, потому что также находился в эвакуации.
Михаил, которого война застала уже в Дворищах, ушёл в партизанский отряд, провёл в нём несколько лет и дослужился до командира разведки 83-го отряда 9-й партизанской бригады, был тяжело ранен и отправлен на лечение в уже освобождённый Ленинград. Из больницы вышел инвалидом, передвигался на костылях.

### Лёка
Леонид работал на Адмиралтейском заводе днём и ночью. Завод находился на противоположном берегу Невы, за мостом Лейтенанта Шмидта, и идти пешком несколько километров до рабочего места и обратно, да ещё зимой под продувным ветром через Неву непросто даже сытому человеку в мирное время. Как и Евгении, Леониду в большинстве случаев приходилось ночевать на предприятии, часто работая по две смены подряд. В книге «История Адмиралтейского завода» под фотографией Леонида стоит подпись:
Леонид Савичев работал очень старательно, ни разу не опоздал на смену, хотя был истощён. Но однажды он на завод не пришёл. А через два дня в цех сообщили, что Савичев умер...
Леонид умер от дистрофии 17 марта в заводском стационаре в возрасте 24 лет. Михаил вспоминал о брате как об отличном парне, который всегда гордился тем, что был ровесником Октября и что год его рождения — 1917. На букве «Л» Таня, в спешке объединив слова «часов» и «утра» в одно, написала:
Лёка умер 17 марта в 5 часутр 1942 г.
Леонида тоже похоронили на Пискарёвском кладбище.

### Дядя Вася
13 апреля в 56 лет умер Василий. Таня на букве «Д» сделала соответствующую запись, которая получилась не очень правильной и сбивчивой:
Дядя Вася умер в 13 апр 2 ч ночь 1942 г.
Василия похоронили на Пискарёвском кладбище.

### Дядя Лёша
Незадолго до смерти Алексею Савичеву был поставлен тот же диагноз, что и Евдокии — третья степень алиментарной дистрофии, и при этом настолько запущенная, что его не могла спасти даже госпитализация. Алексей умер в возрасте 71 года 10 мая. Страница на букву «Л» уже была занята записью про Леонида, и поэтому Таня сделала запись на развороте слева. По неизвестным причинам слово «умер» Таня почему-то пропустила:
Дядя Лёша 10 мая в 4 ч дня 1942 г.
Алексея похоронили на Пискарёвском кладбище.

### Мать
Марии Савичевой не стало утром 13 мая. На листке под буквой «М» Таня сделала соответствующую запись и слово «умерла» тоже почему-то пропустила:
Мама в 13 мая в 7.30 час утра 1942 г.
Очевидно, со смертью матери Таня потеряла надежду, что Михаил и Нина когда-нибудь вернутся домой, потому что на букве «С» «У» и «О» она написала:
Савичевы умерли
Умерли все
Осталась одна Таня
Первый день, когда она осталась одна, Таня провела у своей подруги Веры Афанасьевны Николаенко, которая жила вместе с родителями этажом выше Савичевых. Вера была на год старше Тани, и до блокады девочки общались по-соседски, но во время самой блокады до этого дня не виделись (Вера почти не выходила из дома и не знала, что происходит у соседей). Мать Веры, Агриппина Михайловна, зашила тело Марии в серое одеяло с полоской, а её отец, Афанасий Семёнович, принёс из местного детского сада двухколёсную тележку. На ней он и Вера вдвоём повезли тело через весь Васильевский остров за реку Смоленку.
Таня пойти с нами не могла — была совсем слаба. Помню, тележка на брусчатке подпрыгивала, особенно когда шли по Малому проспекту. Завёрнутое в одеяло тело клонилось набок, и я его поддерживала. За мостом через Смоленку находился огромный ангар. Туда свозили трупы со всего Васильевского острова. Мы занесли туда тело и оставили. Помню, там была гора трупов. Когда туда вошли, раздался жуткий стон. Это из горла кого-то из мёртвых выходил воздух… Мне стало очень страшно.
Трупы из этого ангара хоронили в братских могилах на Смоленском православном кладбище, но когда много лет спустя Нина сделала запросы по поводу мест захоронения своей семьи в Государственный мемориальный музей обороны и блокады Ленинграда, то там ей почему-то сообщили, что Марию, как и всех, похоронили на Пискарёвском кладбище, и даже сообщили номер могилы. Только в январе 2004 года благодаря статье в газете «Аргументы и факты», где было опубликовано интервью с Верой Николаенко, Нина узнала, что, возможно, её мать была похоронена на Смоленском кладбище. В конечном итоге сотрудники архива самого Пискарёвского кладбища подтвердили, что Мария была похоронена на Смоленском православном кладбище, прямо недалеко от могилы её мужа. Правда, при регистрации отчество Игнатьевна почему-то заменили на Михайловна, и под этим именем она значится в электронной Книге Памяти кладбища.
Таня пробыла у Николаенко весь тот день и осталась на ночь.
Сказала, что пойдёт жить к тёте. Вечером пришёл мой отец, принёс немного селёдки. Мы сели ужинать. Таня съела кусочек и сказала: «Ой, я вся просолонилась». Когда мы ложились спать, она показала матерчатый мешочек, висевший на верёвке у неё на шее. Объяснила, что там драгоценности, оставшиеся от отца. Она собиралась менять их на хлеб. На следующее утро Таня ушла. Больше я её никогда не видела.
Таня пошла к двоюродной тёте по материнской линии Евдокии Петровне Арсеньевой, которая жила в коммунальной квартире на улице Пролетарской диктатуры (дом № 1а, комната № 3). С собой Таня прихватила стоявшую у них дома палехскую шкатулку, в которой хранились мамина свадебная фата, венчальные свечи и шесть свидетельств о смерти. Евдокия оформила опекунство над Таней и перевезла в свою комнату на хранение многие вещи Савичевых. В то время она отрабатывала на заводе по полторы смены без отдыха и, уходя на работу, отправляла девочку на улицу. Таня к тому моменту была уже окончательно истощена, и, несмотря на то, что уже стоял май, как и все ленинградцы, страдавшие дистрофией, она ощущала озноб и ходила в зимней одежде. Нередко случалось, что, вернувшись домой, Евдокия заставала Таню спящей прямо на лестнице.
В самом начале июня 1942 года Таню нашёл Василий Крылов — ему удалось вернуться из эвакуации в Ленинград, и он нашёл письмо Нины. И хотя она узнала, что Нина жива, её здоровье было настолько подорвано, что через некоторое время Евдокия сняла с себя право опеки, чтобы Таню смогли отправить в эвакуацию.

### Эвакуация
Евдокия оформила Таню в детский приёмник НКВД Смольнинского района. 17 июля 1942 года в числе 125 детей Таня прибыла в посёлок Шатки, где их определили в детский дом № 48 в посёлке Красный Бор и разместили в одном из зданий средней школы на двухнедельный карантин. Несмотря на то, что все 125 детей были физически истощены, инфекционно больных среди них было только пятеро. Таня была единственным ребёнком, который был болен туберкулёзом, из-за чего её не допускали к другим детям, и единственным человеком, который с ней общался, была приставленная к ней медсестра Нина Михайловна Серёдкина. Она делала всё, чтобы облегчить Танины страдания, и ей это в какой-то степени удалось: через некоторое время Таня могла ходить на костылях, а позже передвигалась, держась руками за стенку.
3 декабря 1943 года Михаил был ранен в бою и к февралю 1944 года оказался наконец в Ленинграде. Подлечившись в госпитале, он наведался домой и от соседей узнал, что из его семьи осталась только Таня. Он послал запрос в детский дом № 48 и получил ответ от тамошней воспитательницы Анастасии Карповой, датированный 10 мая, в котором та прямо сообщила, что Таня в плохом состоянии, что у неё начался энцефалит, а в местном госпитале нет соответствующих специалистов, поэтому надежды на выздоровление нет. Однако благодаря этому запросу Таня узнала, что её брат жив.
Состояние Тани с начала 1944 года быстро ухудшалось, и 7 марта её перевезли в дом инвалидов в селе Понетаевка. Через какое-то время Михаил получил следующее письмо, датированное 29 мая, в котором ему сообщили, что у Тани начались проблемы с речью и что в Понетаевке нет необходимых условий, в которых Таню можно было бы вылечить.
Туберкулёз продолжал прогрессировать, поэтому 24 мая Таню перевели в инфекционное отделение Шатковской районной больницы, где за ней до последнего дня ухаживала санитарка Анна Михайловна Журкина:
Я хорошо помню эту девочку. Худенькое личико, широко открытые глаза. День и ночь я не отходила от Танечки, но болезнь была неумолима, и она вырвала её из моих рук. Я не могу без слёз вспоминать это...
Таня уже полностью не могла двигаться, поэтому Журкина носила её на руках и кормила из пипетки. В июне Таню начали мучить головные боли, а в конце месяца у неё пропало зрение. Прогрессирующие дистрофия, цинга, нервное потрясение и костный туберкулёз, которым Таня переболела в раннем детстве, окончательно подорвали её здоровье, и 1 июля 1944 в возрасте 14 с половиной лет Таня Савичева умерла от туберкулёза кишечника. В тот же день Таню похоронил на местном кладбище больничный конюх, а Журкина много лет ухаживала за Таниной могилой.
Во второй половине 2000-х годов поднимался вопрос о перезахоронении останков Тани на Пискарёвском кладбище, но Нина Савичева тогда же завещала, чтобы могилу Тани не трогали.
Квартира Савичевых в декабре 1943 года была отдана семье подполковника Уралова, который был одним из руководителей обороны Ленинграда. В соответствии с тогдашним законодательством Нина и Михаил не имели права оспаривать это решение и требовать возврата жилплощади. Нина осталась жить в Ленинграде, где умерла под фамилией Павлова 6 февраля 2013 года в возрасте 94 лет и была похоронена на кладбище в посёлке Вырица. Михаил в 1944 году переселился в город Сланцы, где умер в 1988 году. Полученное им на фронте ранение стало также катализатором того, что в условиях военной неразберихи он был оформлен в госпиталь под ошибочным именем Михаил Савич, что в итоге привело к тому, что и все документы ему восстановили на это имя. Свою настоящую фамилию Михаил восстановил только в 1980-х.

## Дневник Тани Савичевой

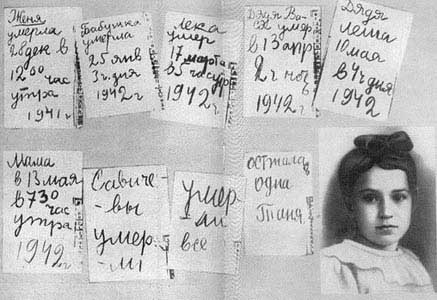
Страницы дневника

Женя умерла 28 дек в 12 00 час утра 1941 г
Бабушка умерла 25 янв 3 ч. дня 1942 г
Лека умер 17 марта в 5 часутр 1942 г.
Дядя Вася умер в 13 апр 2 ч ночь 1942 г
Дядя Леша 10 мая в 4 ч дня 1942
Мама в 13 мая в 7 30 час утра 1942 г
Савичевы умерли
умерли все
осталась одна Таня
Отправляясь в эвакуацию, Таня оставила свой дневник за ненадобностью у Евдокии. Нина, вернувшись в Ленинград, забрала его и позже отдала дневник майору Льву Ракову, бывшему учёному секретарю Эрмитажа, который предложил поместить дневник в экспозиции выставки «Героическая оборона Ленинграда», в формировании которой с конца 1943 года по поручению Политуправления Ленинградского фронта он принимал участие. Затем эта выставка была преобразована в Музей обороны Ленинграда, официальное открытие которого состоялось 27 января 1946 года. Но в 1953 году этот музей был закрыт по указанию Василия Андрианова, и дневник Тани Савичевой вместе с многочисленными документами, в том числе и «Книгами учёта захоронений на Пискарёвском кладбище», оказался в Музее истории Ленинграда.
По легенде, дневник Тани Савичевой фигурировал на Нюрнбергском процессе как один из обвинительных документов против нацистских преступников. Некоторые авторы подвергают эти данные сомнению. Так, например, Л. Н. Маркова считает, что если бы это было так, то дневник остался бы в Нюрнберге в материалах суда, а не экспонировался бы в Государственном музее истории Санкт-Петербурга.

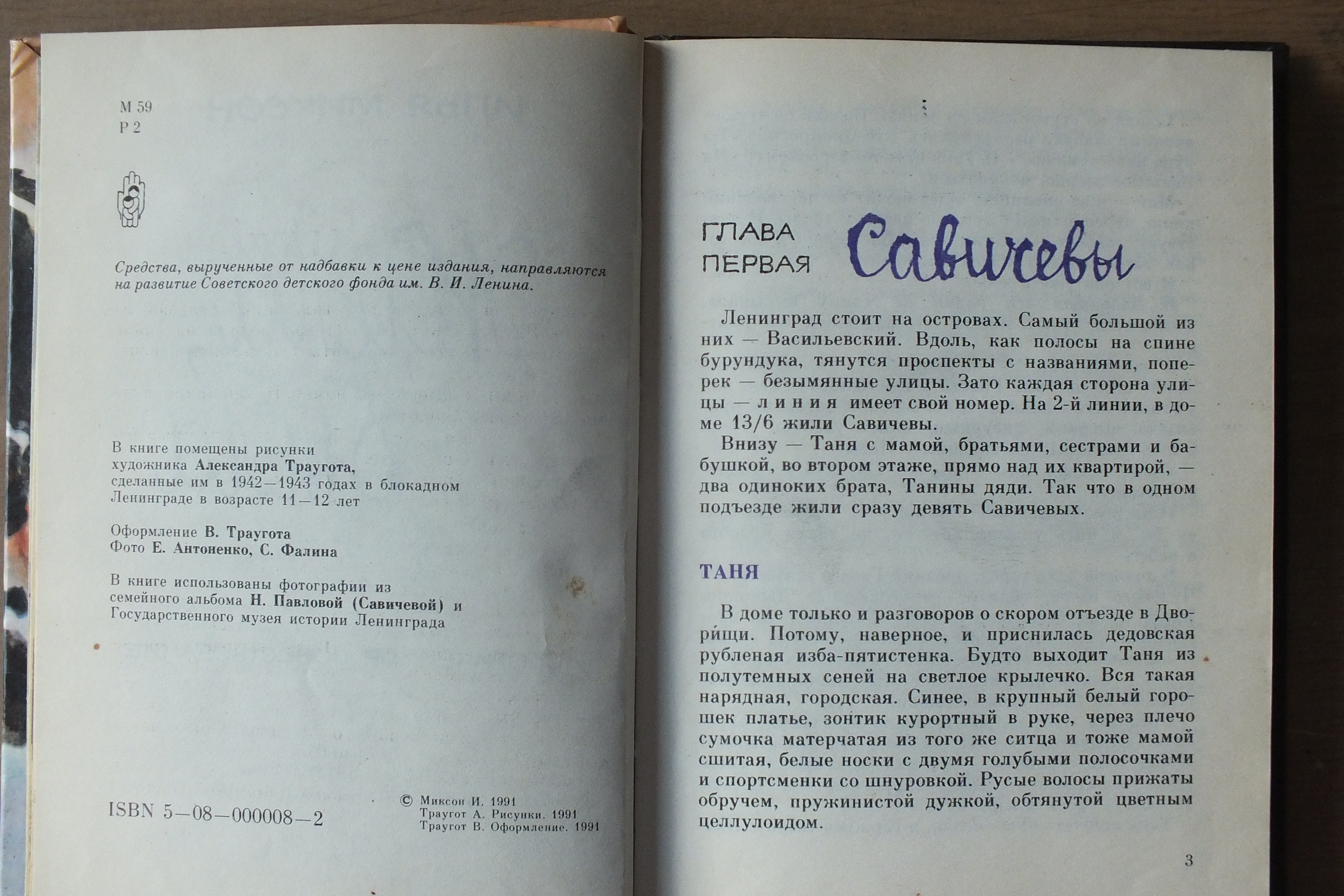
3-я страница книги

Дневник сегодня выставлен в музее истории Ленинграда, в филиале «Особняк Румянцева» по адресу Санкт-Петербург, Английская набережная, д. 44; а его копия — в витрине одного из павильонов Пискарёвского мемориального кладбища. Оригинал дневника закреплён за стеклом в развороте, рядом размещены фотокопии всех страниц.
В 1991 году в ленинградском отделении издательства «Детская литература» вышла документальная повесть Ильи Миксона «Жила, была», где впервые были опубликованы довоенные фотографии Савичевых. Книга была написана при участии Нины Савичевой, которая поделилась материалами из своего семейного архива. В январе 2010 года в музее истории Ленинграда впервые была показана фотография Тани, сделанная за несколько дней до начала Великой Отечественной войны. На фотографии Тане одиннадцать лет (столько ей было, когда она начала вести дневник). До этого единственной известной публике была фотография Тани в шестилетнем возрасте, сделанная в 1936 году. Фотографию передала музею племянница Тани, Мария Путиловская (дочь Жени).

## Память

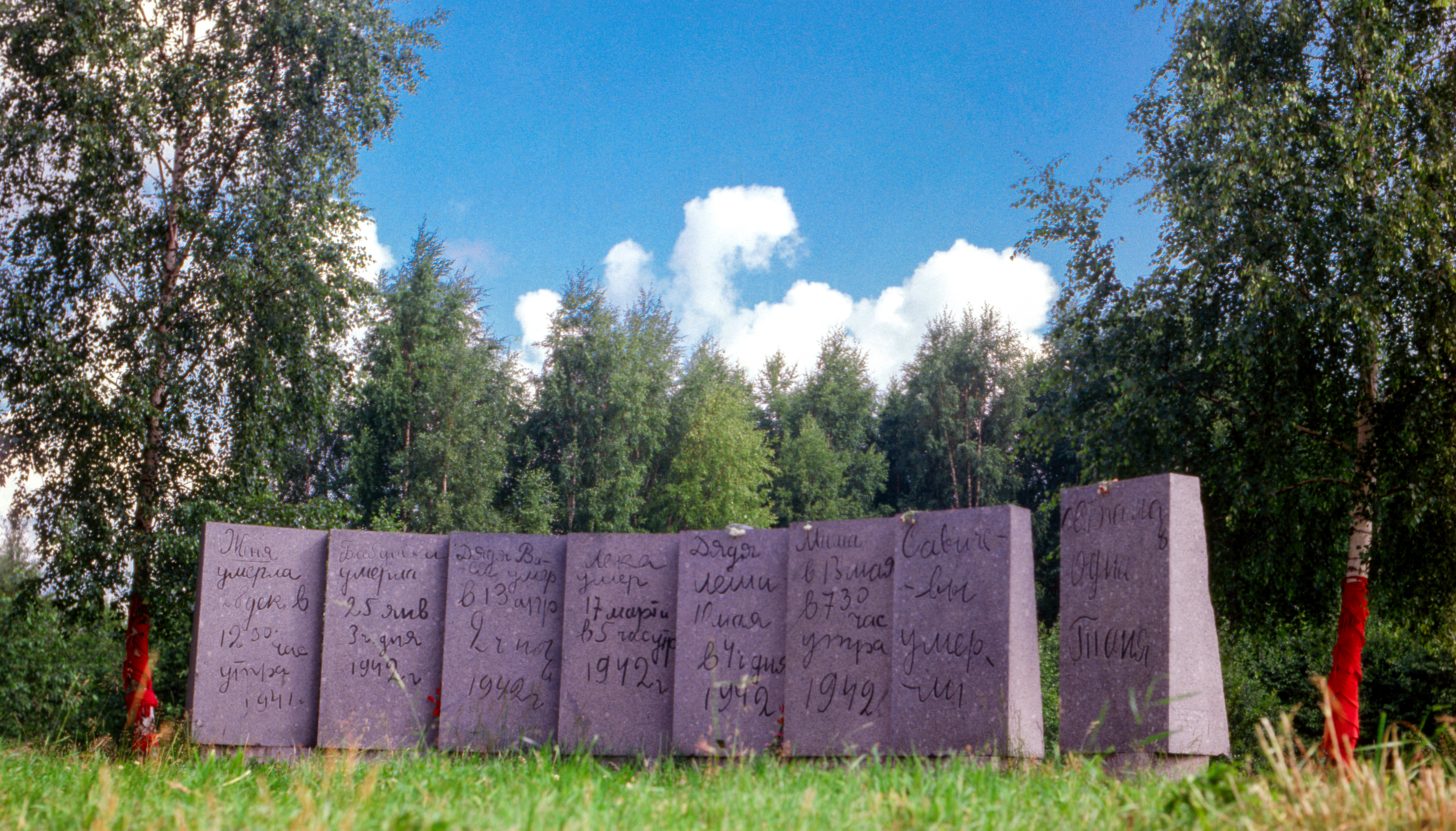
Траурный курган «Дневник Тани Савичевой», 1982 год

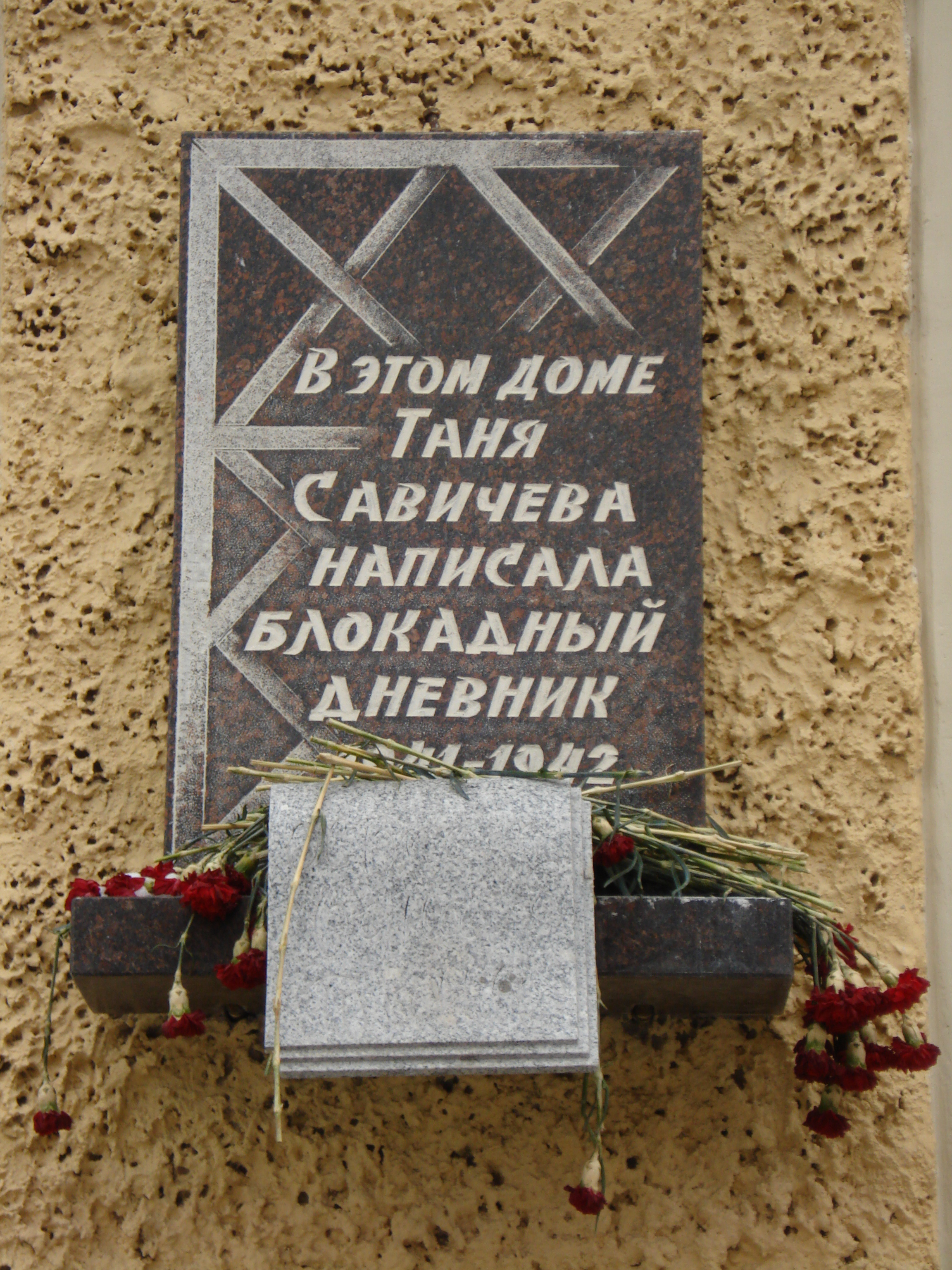
Мемориальная доска на доме, где жила Таня

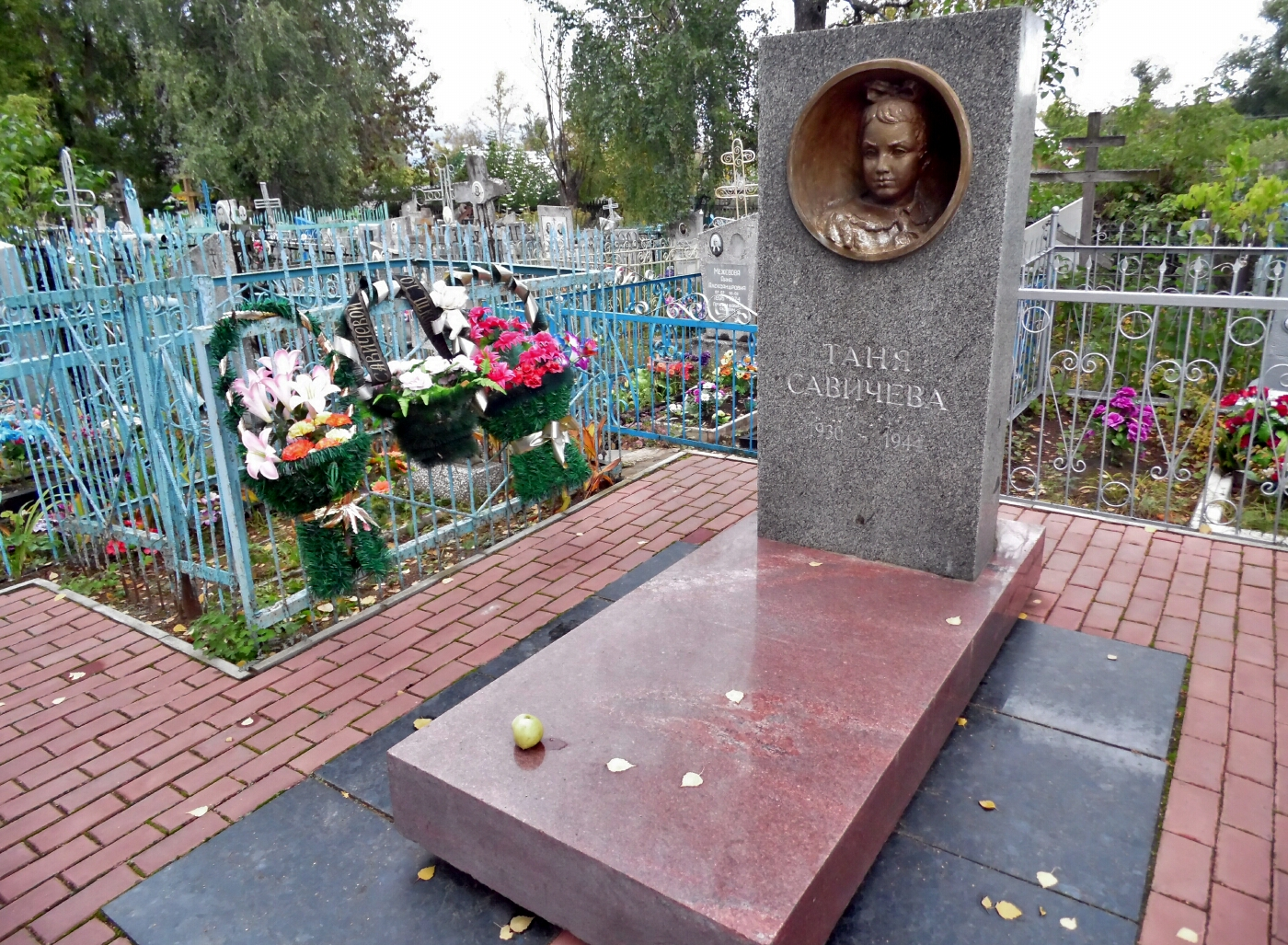
Надгробие на могиле Тани в посёлке Шатки

Впервые о Тане Савичевой публично заговорили в 1959 году, когда режиссёр Ефим Учитель упомянул её историю в своём документальном фильме «Подвиг Ленинграда». Поскольку Таня в своём дневнике лично написала в последней записи, что «Савичевы умерли все», то Учитель встретился с Ниной и попросил у неё разрешения немного подретушировать историю Тани: её дневник якобы был найден в квартире Савичевых дружинниками, а о Нине и Михаиле в фильме упоминаться не будет. Нина никаких претензий выдвигать не стала. Как итог, до начала 1980-х существование Нины и Миши как живых родственников Тани замалчивалось — Михаил, живший под фамилией Савич, тем более не мог доказать их родство.
В свою очередь в 1970-х годах семья Ураловых, которые теперь жили в квартире Савичевых, предложили секретарю райкома Ивану Попову создать там музей, но власти после месячного размышления отказали без объяснения причин. Впоследствии секретарь Попова по секрету рассказала Ураловым, что причиной отказа стало неудачное классовое происхождение Савичевых, так как тогда в экспозиции пришлось бы рассказывать о «социально чуждых элементах» (это также могло стать причиной того, почему умалчивалось существование Нины и Михаила). По этой же причине в течение долгого времени на доме не было мемориальной доски.
Обнародование истории Тани привело к тому, что радиожурнал «Пионерская зорька» объявила призыв отыскать следы Тани. 31 мая 1981 года на могиле Тани, которая до этого была простым холмиком, было установленное мраморное надгробие, а ранее, в 1972 году, на территории кладбища были установлены обелиск и стела с бронзовым барельефом девочки и страничками из её дневника (скульптор Татьяна Холуева, архитекторы Гаврилов и Холуев).
В 2010 году на площади перед школой № 1 посёлка Шатки на средства жителей посёлка открыт мемориальный комплекс «Тане Савичевой и детям войны посвящается» (архитектор А. И. Улановский, скульпторы Т. Г. Холуева и А. Б. Холуев).
В память о Тане Савичевой её именем названа малая планета «2127 Таня», открытая в 1971 году советским астрономом Людмилой Черных.
Именем Тани Савичевой назван горный перевал в Джунгарском Алатау, Казахстан.

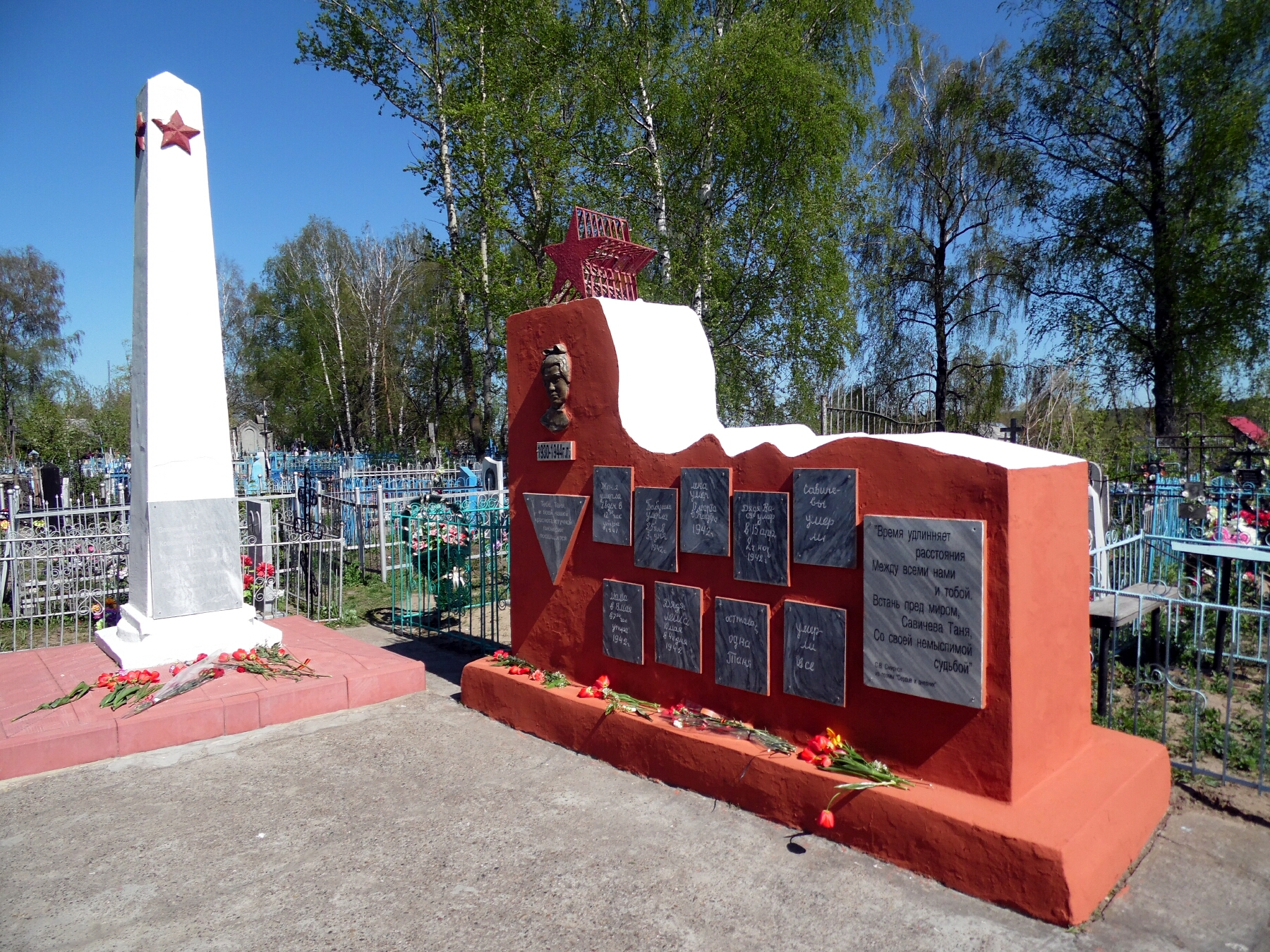
Стела и обелиск на шатковском кладбище

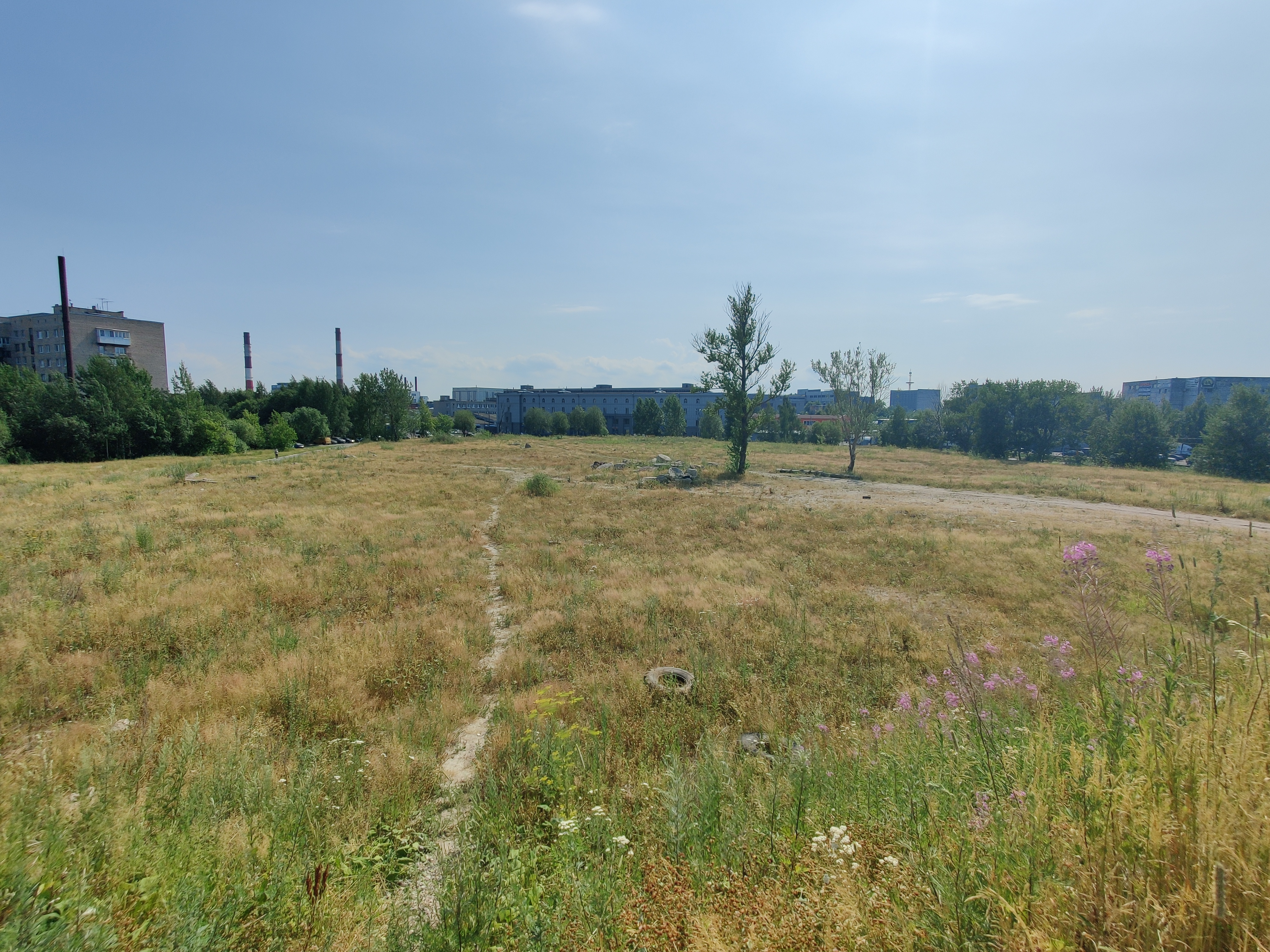
Сад памяти детей Блокадного Ленинграда имени Тани Савичевой, Полюстровский проспект, Санкт-Петербург

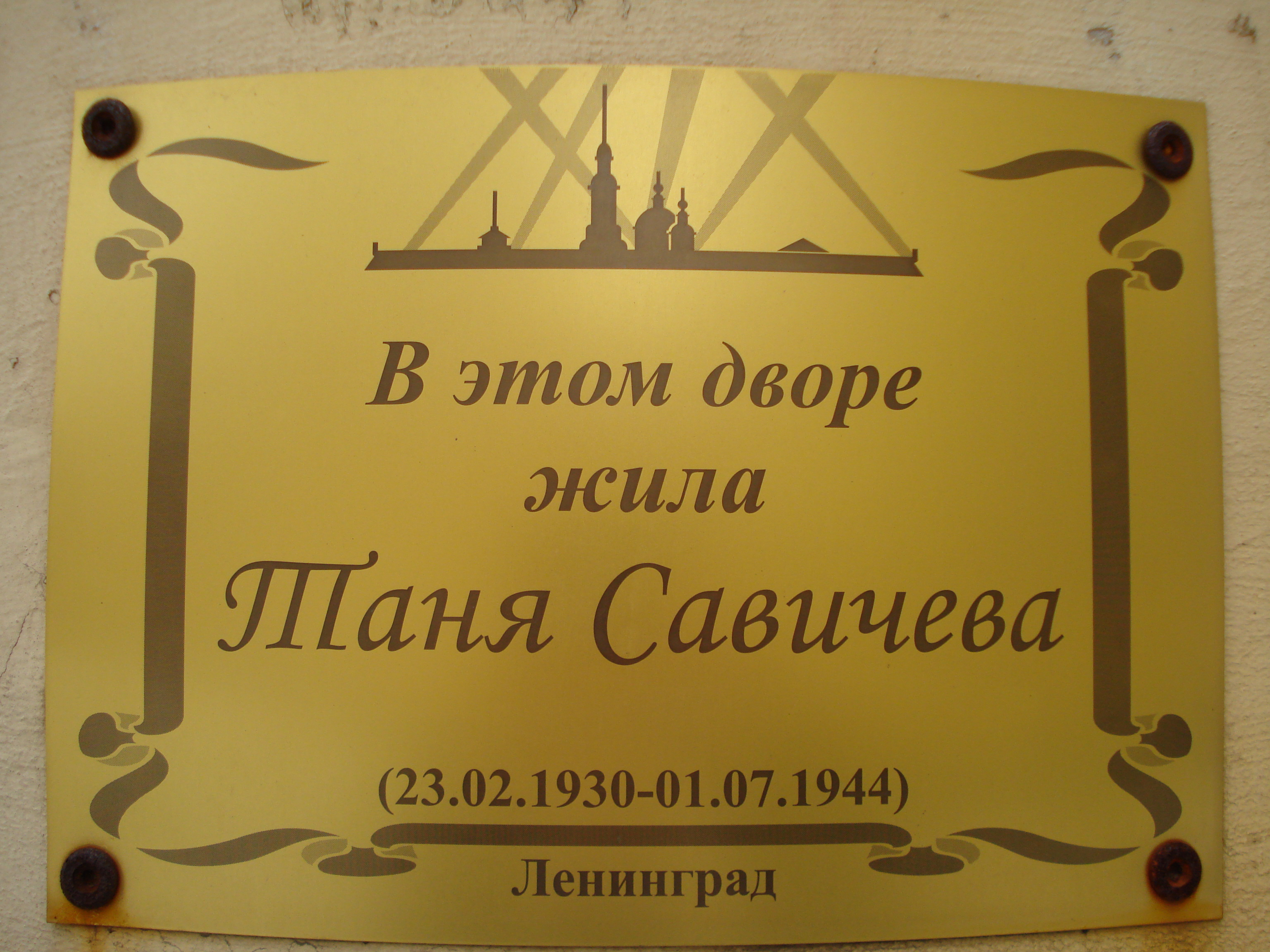
Памятная доска, установленная во дворе, где жила Таня. Авторы таблички ошибочно указали дату её рождения как 23 февраля

В школе № 35, где училась Таня Савичева, работает музей её имени.
Тане Савичевой посвящена песня «Баллада о Тане Савичевой» (муз. Е. Дога, сл. В. Гин), впервые исполненная Эдитой Пьехой.
В 1970-е годы ВИА «Весёлые ребята» исполнял песню «Дневник Тани Савичевой» (музыка — П. Слободкин, слова — О. Волин).
Таня Савичева — одна из четырёх известных девочек, историям которых посвящено произведение Юрия Яковлева «Страсти по четырём девочкам. Мистерия» (Таня Савичева, Анна Франк, Садако Сасаки, Саманта Смит). До этого Яковлев посвятил Тане рассказ «Девочки с Васильевского острова».
Поэт Павел Великжанин посвятил Тане Савичевой стихотворение «Дневник Тани Савичевой».
В 2017 году финский журналист Калле Книйвиля опубликовал книгу «Улица Тани», повествующую о столетней истории Санкт-Петербурга и России через судьбы горожан, проживавших или проживающих на 2-й линии Васильевского острова. Рассказ начинает революция 1917 года, а завершает Первомайский парад 2017 года. Книга содержит помимо прочего интервью с одноклассницей Тани, а также человеком, который сегодня живёт в квартире Савичевых.
В мае 2020 года жителями домов Полюстровского проспекта Санкт-Петербурга был создан без согласования с властями Сад памяти детей Блокадного Ленинграда имени Тани Савичевой; на апрель 2023 сад под угрозой уничтожения.
Дневник Тани Савичевой демонстрируется в экспозиции Музея Берхтесгаден (Германия).